# Konrad Guenther
Konrad Guenther (* 23. Mai 1874 in Riga; † 26. Januar 1955 in Freiburg im Breisgau) war ein deutscher Zoologe, Hochschullehrer und einer der Pioniere der Naturschutzbewegung.

## Leben und Werk
Guenther, Sohn eines ostpreußischen Vaters und einer baltischen Mutter, begann 1896 mit dem Studium der Naturwissenschaften. Guenther studierte 1896–99 in Bonn, Leipzig und Freiburg, wo er im Jahr 1900 bei August Weismann mit einer Arbeit über den Feinbau des Schmetterlingsflügels in Zoologie zum Dr. phil. promoviert wurde. Anschließend unternahm Guenther mehrere Reisen außerhalb Europas, wurde Assistent am Zoologischen Institut der Universität Freiburg und habilitierte sich dort 1902 mit einer Arbeit über Reifungsvorgänge im Seeigelei und einem öffentlichen Vortrag über den Vogelzug. An der Freiburger Universität hat er zuerst als Privatdozent, ab 1913 als außerordentlicher Professor bis zu Beginn des Zweiten Weltkrieges und mit Unterbrechung durch seine Forschungsreisen Vorlesungen, Kurse und Lehrausflüge abgehalten.
Neben seiner Tätigkeit an der Universität war er von 1919 bis 1934 ehrenamtlicher Leiter des Naturkundemuseums der Stadt Freiburg.
Guenther war durch die Ehe mit Eva Fehsenfeld 1902 der Schwiegersohn des Freiburger Karl-May-Verlegers Friedrich Ernst Fehsenfeld. Er ist der Vater des Paläontologen Ekke Wolfgang Guenther.
Guenthers Hauptforschungsgebiet war die Ornithologie. Als einer der ersten Hochschullehrer unternahm er mit seinen Studenten Lehrwanderungen mit dem Ziel, den Blick für Zusammenhänge des Tierlebens mit der Landschaft zu schärfen und das Naturgefühl zu wecken. Er engagierte sich bereits in den zwanziger Jahren des zwanzigsten Jahrhunderts als Naturschützer. So wandte er sich mit anderen gegen Eingriffe in Natur und Landschaft, etwa beim geplanten Steinabbau am Hohenstoffeln, bei Planungen zur Stromgewinnung in der Wutachschlucht, am Titisee und am Schluchsee.
Zusammen mit August Weismann, Alfred Hegar und Erwin Baur zählte Guenther noch vor Gründung der Freiburger Ortsgruppe 1910 zu den frühen Freiburger Mitgliedern der 1905 von Alfred Ploetz gegründeten Deutschen Gesellschaft für Rassenhygiene (DGR). Mit Eugen Fischer und Karl Hegar unterstützte Guenther die Gründung der Freiburger Ortsgruppe der DGR.

### Zeit des Nationalsozialismus
Guenthers bekannteste Bücher Der Naturschutz (1910) und Die Sprache der Natur seit der Vorzeit unseres Volkes. Deutsche Heimatlehre (1930) weisen bereits jene „vaterländische Grundstimmung“ auf, die auch anderen Pionieren der Naturschutzbewegung wie Hugo Conwentz oder Ernst Rudorff zu eigen war. Mit der völkischen NS-Naturschutz-Ideologie und ihrer Anhänger wie Walther Schoenichen, Alwin Seifert, Hans Schwenkel oder Heinrich Wiepking-Jürgensmann gab es in der Zeit des Nationalsozialismus dann weitgehende „weltanschauliche“ Übereinstimmung. In seinem Vortrag Naturschutz im neuen Reich in der Landesausschusssitzung des Landesvereins Badische Heimat 1934 vollzog Guenther diesbezüglich einen programmatischen Schulterschluss mit der NS-Ideologie; einschließlich der Rassenlehre der Nationalsozialisten: 

„Der nationalsozialistische Staat legt schwerstes Gewicht auf die Rasse. (…). Für die Rassen, die dem deutschen Volkstum seine Eigenart gaben, vor allem für die nordische und fälische Rasse, die unserem germanischen Vorfahren den Stempel aufdrückten, gehört zu den wesentlichsten Eigenschaften ein ausgesprochener Natursinn und starke Bodenverbundenheit. (…). Wer also jene beiden Rassen erhalten will, muss auch die Natur schützen, die für sie Lebensbedingung ist.. (…). Deutschheit und Naturverbundenheit sind voneinander nicht zu trennen. (…) So sehen wir, daß der Naturschutz eine wesentliche Grundlage des Dritten Reiches bilden wird.“

Am 1. August 1937 beantragte Guenther die Aufnahme in die NSDAP und wurde rückwirkend zum 1. Mai desselben Jahres aufgenommen (Mitgliedsnummer 5.054.660), 1938 schloss er sich dem Nationalsozialistischen Deutschen Studentenbund an.
Um 1934 wurde der seefahrende Koch, Reiseschriftsteller und Journalist Emil Reimers aus Emden in Freiburg Mitarbeiter der Naturschutzbewegung von Guenther.

### Nach 1945
Nach seiner Entnazifizierung vor der Spruchkammer Freiburg ehrte die Stadt Freiburg Guenther mit der Einrichtung des Konrad-Guenther-Parks im Osten der Stadt, deren Einweihung 1954 der 80-Jährige noch erlebte. Durch den 2002 in Betrieb genommenen Straßenneubau „B31 Ost“ wurde dieser Teil des ansonsten auch von der Höllentalbahn durchschnittenen Parks stark in Mitleidenschaft gezogen durch nicht unbedeutende Verkleinerung, Abholzen wertvoller Eichenbestände und vor allem durch Veränderung von Grundwasserströmen.

## Schriften (Auswahl)
- Der Darwinismus und die Probleme des Lebens. Zugleich eine Einführung in das einheimische Tierleben. Fehsenfeld, Freiburg 1904.
- Atlas zur Abstammungs- und Entwicklungsgeschichte des Menschen. Deutsche Verlagsanstalt, Stuttgart 1909.
- Der Kampf um das Weib in Tier- und Menschenentwicklung. Strecker & Schröder, Stuttgart 1909.
- Der Naturschutz. Fehsenfeld, Freiburg 1910.
- Einführung in die Tropenwelt. Erlebnisse, Beobachtungen und Betrachtungen eines Naturforschers auf Ceylon. Engelmann, Leipzig 1911.
- Gerhard Rohlfs – Lebensbild eines Afrikaforschers. Mit einem Anhang von Rudolph Said-Ruete. 352 S., 70 Abb. auf 45 Tafeln und einer Karte. Fehsenfeld, Freiburg 1912.
- Das Tierleben unserer Heimat. Das Insektenleben. Bände 1–3. Fehsenfeld, Freiburg 1921–1923.
- Die Entrwicklung der Tierwelt. Berlin, Ullstein 1925.
- Das Antlitz Brasiliens. Natur und Kultur eines Sonnenlandes, sein Tier- und Pflanzenleben. Leipzig, Voigtländer 1927.
- Von Kairo nach Bagdad und Stambul. Auf den Spuren Karl Mays durch den Orient. Radebeul, Karl May Verlag 1930.
- Die Sprache der Natur seit der Vorzeit unseres Volkes. Deutsche Heimatlehre. Leipzig, Voigtländer 1930.
- Unsere Tierwelt im Drama des Lebens. Neudamm, Neumann 1931.
- Deutsches Naturerleben. J. F. Steinkopf, Stuttgart 1935.
- Freiburger Natur-Büchlein. Herder, Freiburg 1935.
- Natur als Offenbarung. J. F. Steinkopf, Stuttgart 1935.
- Der Vogelzug. Hermann Hillger, Berlin 1935.
- Mutterliebe im Tierreich. Höhn, Ulm 1936.
- Ein Leben mit der Natur. Kinderzeit im Baltenlande. Schulzeit in Breslau. Erinnerungen und Erlebnisse. J. F. Steinkopf, Stuttgart 1937.
- Ein Leben mit der Natur. Zweiter Teil. Studienzeit an Hochschule und Meeresstrand. J. F. Steinkopf, Stuttgart 1938.
- Naturbuch vom Schwarzwald. Freiburg, Herder 1942.
- Georg Schweinfurth. Lebensbild eines Afrikaforschers. Wissenschaftliche Verlagsgesellschaft, Stuttgart 1954.